# Eshkār Kolā
Eshkār Kolā (persiska: اشكار كلا, Āshekār Kolā, آشِكار كُلا) är en ort i Iran.   Den ligger i provinsen Mazandaran, i den norra delen av landet, 130 km nordost om huvudstaden Teheran. Eshkār Kolā ligger 4 meter över havet och antalet invånare är 533.
Terrängen runt Eshkār Kolā är platt. Runt Eshkār Kolā är det ganska tätbefolkat, med 166 invånare per kvadratkilometer. Närmaste större samhälle är Āmol, 12,5 km sydväst om Eshkār Kolā. Trakten runt Eshkār Kolā består till största delen av jordbruksmark.